# Recorrido de obstáculos

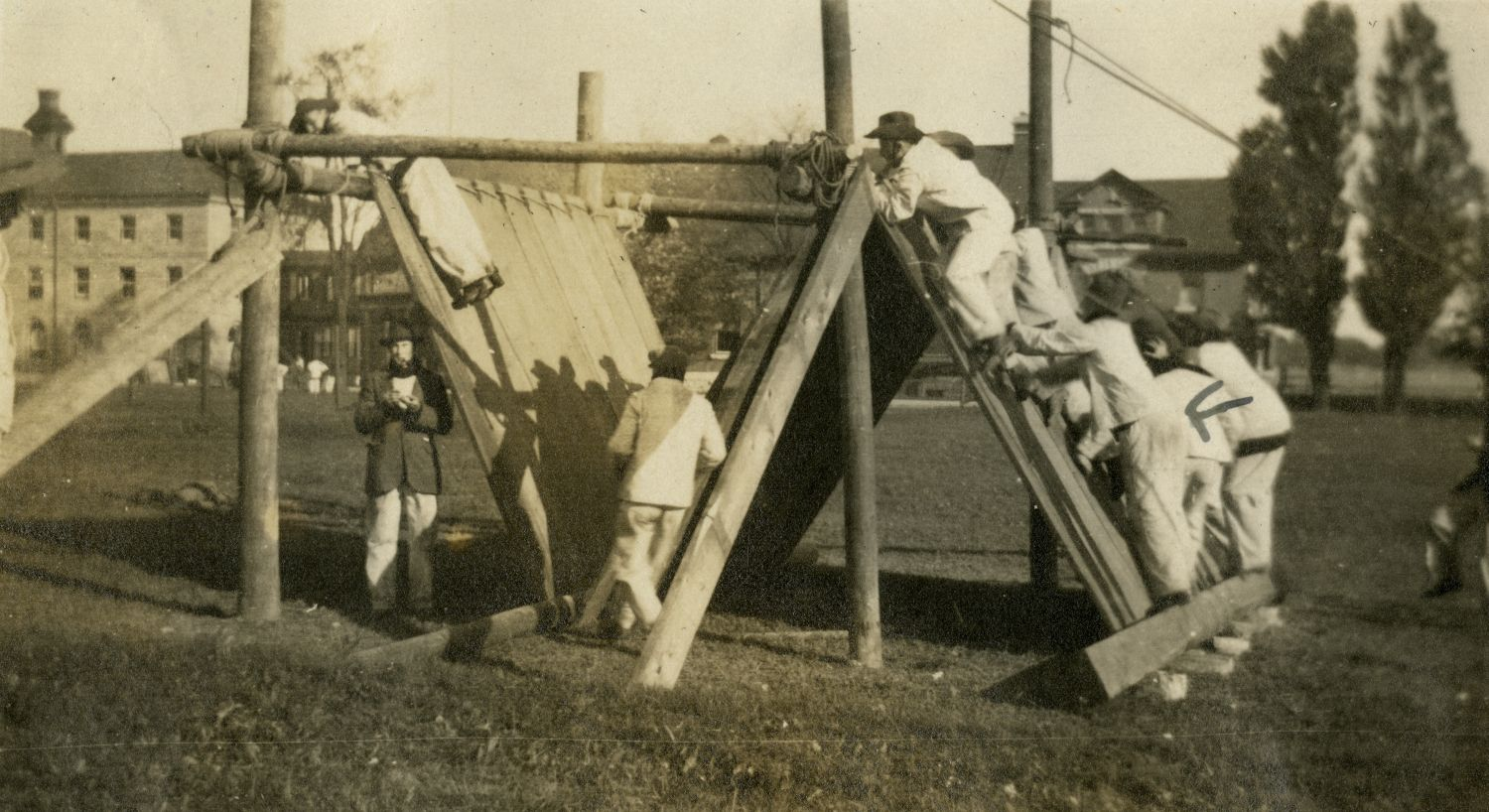
Recorrido de obstáculos en una academia militar.

Un recorrido de obstáculos, también llamado "pista de comando" o "pista de aplicación" en la jerga militar, es un ejercicio físico que consiste en una serie de obstáculos que los competidores deben superar. Tiene un formato de carrera, es decir que se debe completar el recorrido en el menor tiempo posible. El recorrido puede exigir correr, nadar, arrastrarse por el suelo, saltar, trepar, colgarse y mantenerse en equilibrio sobre un objeto delgado.
Además de poner en práctica la fuerza y agilidad física, el ejercicio enseña otros contenidos. Ante todo, lleva a los participantes a superar los inconvenientes sin rendirse. Asimismo, se entrena en el trabajo en equipo, mediante la colocación de obstáculos que requieren colaboración para sortearse, y tomando el tiempo del integrante más retrasado. Algunos obstáculos o recorridos ofrecen distintas formas de completarse, de manera de fomentar la creatividad y la agilidad mental.
Los recorridos de obstáculos se utilizan también como parte de la educación física de niños, jóvenes y militares. En el primer caso, es común usar obstáculos inflables o acolchonados, para evitar lesiones. En cambio, los recorridos que se usan como parte de la instrucción militar suelen incluir obstáculos más exigentes y peligrosos, como alambres de púas y barro.
También se utilizan en programas de concursos, donde frecuentemente se colocan obstáculos muy difíciles de superar para que los espectadores vean cómo los competidores se golpean repetidamente. Se han usado en programas infantiles y juveniles como Nubeluz, Disney Channel Games, Disney's Friends for Change Games y ¡Guaypaut!, pasando por programas famliares del estilo de Supervivientes y El Grand Prix del verano, hasta versiones extremas realizadas en Japón, como Sasuke, Kunoichi y Viking: The Ultimate Obstacle Course. 
Adicionales a estas, también existen las carreras de obstáculos de recreación, pretenden ser una alternativa a las carreras tradicionales. En estas se establecen diferentes tipos de obstáculos a superar con distancias de 5 km, 12 km y 21 km generalmente. Alguna
- Datos: Q933851
- Multimedia: Obstacle courses / Q933851